# François Delarue (mathématicien)
Pour les articles homonymes, voir François Delarue et Delarue.
François Delarue (né en 1976) est un mathématicien français, professeur à l'université Côte d'Azur.

## Biographie
Ancien élève de l'École normale supérieure de Lyon, il soutient son doctorat de mathématiques appliquées à l'université de Provence Aix-Marseille I en 2002, avec une thèse intitulée Équations différentielles stochastiques progressives rétrogrades ; application à l'homogénéisation des EDP quasi-linéaires, sous la direction d'Étienne Pardoux.
Il est maître de conférences à l'université Paris-Diderot de 2003 à 2009, puis est nommé professeur à l'université Nice-Sophia-Antipolis en 2009. Il a été membre junior de l'Institut universitaire de France de 2014 à 2019.

## Travaux
Ses travaux portent principalement sur la théorie des probabilités et les équations aux dérivées partielles. En collaboration avec René Carmona, Pierre Cardaliaguet, Jean-Michel Lasry et Pierre-Louis Lions, il a mené une série de travaux sur les jeux à champ moyen. 

## Prix et distinctions
- En 2020, il obtient avec René Carmona le prix Joseph L. Doob décerné par l'American Mathematical Society, pour Probabilistic Theory of Mean Field Games with Applications (Springer, 2018).
- En 2020 toujours, il obtient le prix de mathématiques Maurice-Audin conjointement avec Anne-Laure Dalibard (Sorbonne-Université), Mohammed Hichem Mortad (université d'Oran) et Ali Moussaoui (université de Tlemcen).
- En 2022, il est conférencier invité au Congrès international des mathématiciens (section 10 : équations aux dérivées partielles).
- En 2022, il reçoit une bourse ERC Advanced pour le projet Elisa (Exploration for Large Interacting Systems of Agents)[2].

## Publications
- René Carmona et François Delarue, Probabilistic theory of mean field games with applications, vol. I et II, Springer, 2018 (ISBN 978-3-319-56437-1 et 978-3-030-13260-6, DOI 10.1007/978-3-319-58920-6)
- Pierre Cardaliaguet, François Delarue, Jean-Michel Lasry et Pierre-Louis Lions, The master equation and the convergence problem in mean field games, Princeton University Press, coll. « Annals of Mathematics Studies » (no 201), 2019 (ISBN 978-0-691-19070-9)